# SV Weisenau
SV Weisenau – (inaczej Sportvereinigung Weisenau-Mainz lub SVW Mainz) niemiecki klub piłkarski, grający obecnie w Landeslidze Südwest-Ost (odpowiednik siódmej ligi), mający siedzibę w mieście Mainz (w dzielnicy Weisenau), leżącym w Nadrenii-Palatynacie.

## Historia
- 1910 – został założony jako SpVgg Weisenau (fuzja klubów SC Olympia 1910 Weisenau i VfR 1911 Weisenau)
- 1933 – zmienił nazwę na SpVgg Mainz-Weisenau
- 1945 – został rozwiązany
- 1946 – został na nowo założony jako SpVgg Mainz-Weisenau
- 1946 – połączył się z Turnverein 1846 Weisenau (TVW) i Athletenclub 1904/20 Weisenau (ACW) tworząc SpVgg 1846 Mainz-Weisenau
- 1951 – zmienił nazwę na SpVgg Mainz-Weisenau
- 1967 – zmienił nazwę na SV Weisenau-Mainz (SVW Mainz)

## Sukcesy
- 4 sezony w Oberlidze Südwest (1. poziom): 1948/49-1949/50, 1951/52 i 1958/59.
- 9 sezonów w 2. Oberlidze Südwest (2. poziom): 1952/53, 1954/55-1957/58 i 1959/60-1962/63.
- 7 sezonów w Regionallidze Südwest (2. poziom): 1963/64-1969/70.
- 7 sezonów w Amateurlidze Südwest (3. poziom): 1953/54, 1970/71-1973/74 i 1975/76-1976/77.
- 3 sezony w Verbandslidze Südwest (4. poziom): 1978/79-1979/80 i 1982/83.
- mistrz 2. Oberliga Südwest  (2. poziom): 1958 (awans do Oberligi Südwest)
- mistrz Amateurliga Südwest  (3. poziom): 1954 (awans do 2. Oberligi Südwest)
- mistrz Bezirksliga Rheinhessen (4. poziom): 1975 (awans do Amateurligi Südwest)
- mistrz Bezirksliga Rheinhessen (5. poziom): 1978 i 1982 (awanse do Verbandsligi Südwest)
- mistrz Bezirksliga Rheinhessen (6. poziom): 1990 (awans do Landesligi Südwest-Ost)